# 梅拉赫
梅拉赫是奥地利施蒂利亚州格拉茨城郊县的一个市镇。总面积9.95平方公里，总人口1173人，人口密度117.9人/平方公里（2005年）。